# Keansburg
Keansburg é um distrito localizado no estado americano de Nova Jérsei, no Condado de Monmouth.

## Demografia
Segundo o censo americano de 2000, a sua população era de 10.732 habitantes.
Em 2006, foi estimada uma população de 10.573, um decréscimo de 159 (-1.5%).

## Geografia
De acordo com o United States Census Bureau tem uma área de
43,6 km², dos quais 2,8 km² cobertos por terra e 40,8 km² cobertos por água.

## Localidades na vizinhança
O diagrama seguinte representa as localidades num raio de 8 km ao redor de Keansburg.